# Gmina Zabłocie
Die Gmina Zabłocie war eine Landgemeinde, die von 1945 bis 1954 im Powiat Żarski der Woiwodschaften Breslau (bis 1950) und Zielona Góra in Polen bestand. Ihr Sitz war das gleichnamige Dorf (deutsch Raudenberg).

## Geschichte
Die Landgemeinde Zabłocie wurde nach dem Zweiten Weltkrieg gegründet. Sie kam im Juni 1946 zur Woiwodschaft Breslau und im Juli 1950 mit dem gesamten Powiat Żarski zur neu geschaffenen Woiwodschaft Zielona Góra. Am 29. September 1954 wurde die Gemeinde aufgehoben und in 24 Gromadas aufgeteilt.
Bei der nächsten Verwaltungsreform wurde die Gemeinde 1973 nicht wiederhergestellt. Ihr Sitz Zabłocie kam mit weiteren Orten zur Gmina Krzystkowice im Powiat Lubski, die bis Januar 1976 bestand. Sitz war die ehemalige Stadt Krzystkowice (Christianstadt/Bober).
Am 15. Januar 1976 wurde diese Gemeinde aufgelöst und ihre Dörfer in die Gemeinden Jasień und Nowogród Bobrzański  eingegliedert. Der ehemalige Hauptort Krzystkowice wurde 1988 mit Nowogród Bobrzański (Naumburg am Bober) vereinigt, das in der Folge die Stadtrechte zurückerhielt.

## Gliederung

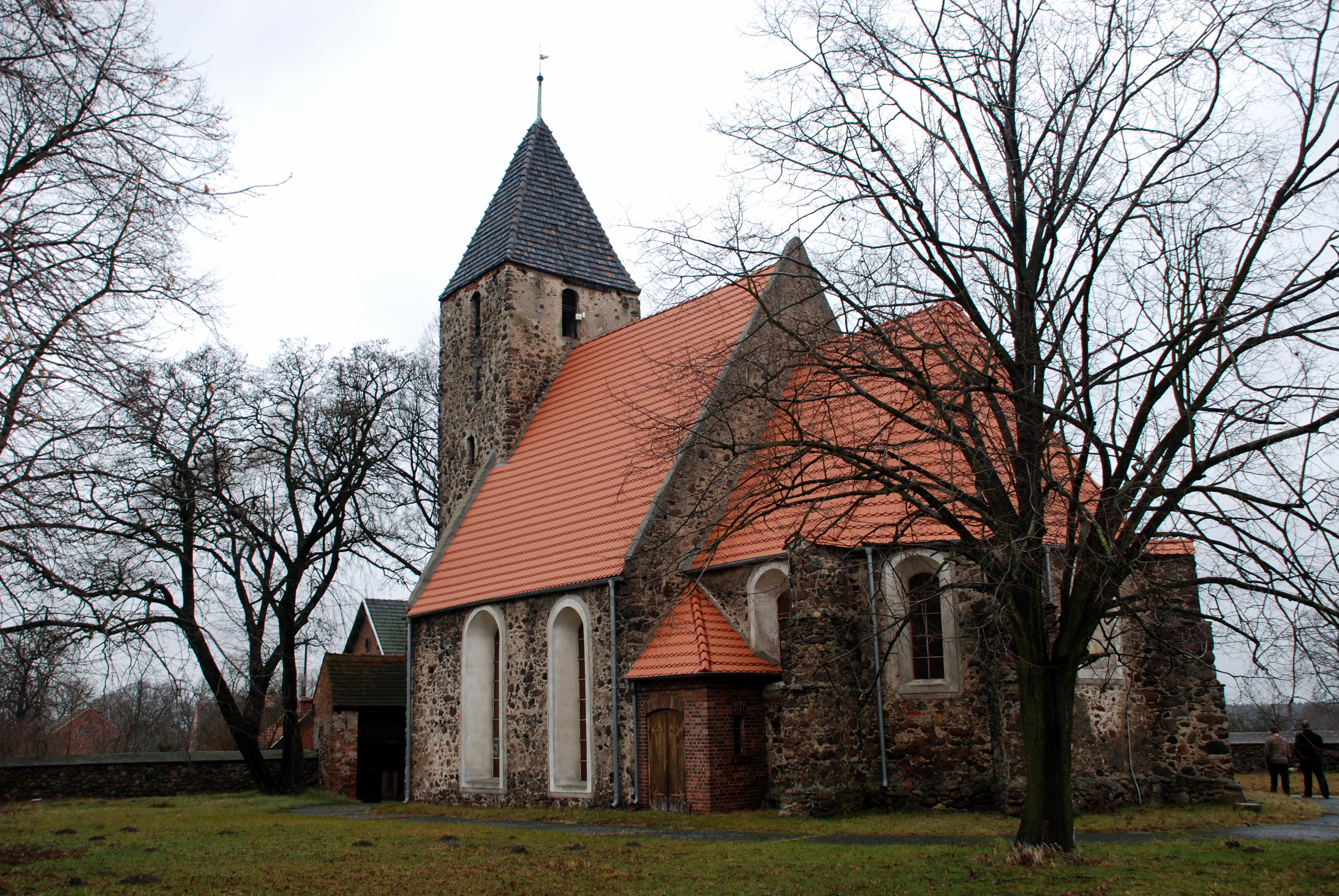
Kirche von 1765 in Białowice (Billendorf)

- Dörfer, die 1973 zur Gmina Krzystkowice und 1976 zur Gmina Nowogród Bobrzański kamen:
  - Białowice (Billendorf)
  - Cieszów (Zeschau)
  - Dobroszów Mały (Klein Dobritsch, 1936–1945 Klein Boberau)
  - Krzystkowice (Christianstadt/Bober)
  - Krzywa (Kriebau)
  - Łagoda (Legel)
- Dorf, das 1973 zur Gmina Krzystkowice und 1976 zur Gmina Jasień kam:
  - Zabłocie (Raudenberg).
- Dörfer, die zur Gmina Jasień kamen:
  - Bieszków (Berthelsdorf)
  - Budziechów (Baudach)
  - Guzów (Guschau)
  - Jasień (Gassen)
  - Mirkowice (Meiersdorf)
  - Roztoki (Rodstock)
  - Wicina (Witzen)
- Dörfer, die zur Gmina Lubsko kamen:
  - Białków (Belkau)
  - Chocimek (Kotsemke)
  - Janowice (Klein Jänowitz)
  - Lutol (Leuthen)
  - Małowice (Mallwitz)
  - Mokra (Muckrow)
  - Stara Woda (Altwasser)
  - Tuchola Żarska (Tauchel)
- Dörfer, die zur Landgemeinde Żary kamen:
  - Biedrzychowice Dolne (Friedersdorf)
  - Dąbrowiec (Königsdubrau)
  - Włostów (Nißmenau)